# Otto Wilhelm Sonder

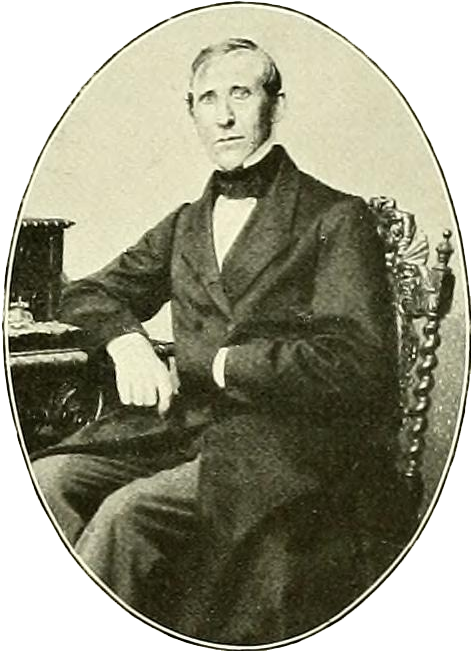
Otto Wilhelm Sonder (1863)

Otto Wilhelm Sonder (* 18. Juni 1812 in Oldesloe; † 21. November 1881 in Hamburg) war ein deutscher Botaniker und Apotheker. Sein botanisches Autorenkürzel lautet „Sond.“
Sonder war Medizinalrat in Hamburg. 1846 wurde er Ehrendoktor der Universität Königsberg. Sonder war von 1860 bis 1865 zusammen mit William Henry Harvey Herausgeber der Flora capensis.
Ein Neffe war der Apotheker in Oldesloe Christoph Adalbert Karl August Sonder (1862–1941), der ebenfalls botanisch aktiv war. 

## Leben
Sonder trat 1828 als Apothekerlehrling in die Biber’sche Officin in Hamburg ein, die er nach absolvierter Lehrzeit 1832 verließ. In süddeutschen Apotheken durchlief er die notwendige Berufspraxis, ehe er 1835 in Berlin das pharmazeutische Staatsexamen ablegte. Dass seine Vorliebe der Botanik galt, zeigt seine erste floristisch geprägte Arbeit über die Gattung Salix (Weide). Durch sie wurde er mit dem Berliner Botaniker Johann Heinrich Friedrich Link bekannt, der Sonder gerne in Berlin gehalten hätte. Dieser folgte jedoch der väterlichen Anweisung, sich als Holsteiner in Kiel der dort allein gültigen Staatsprüfung als Apotheker zu unterziehen.
Vom Vater finanziert trat Sonder eine botanische Forschungsreise in die Alpen und in die Länder rund um das Mittelmeer an. Hier sammelte Sonder umfangreiches Herbarmaterial, dessen Bearbeitung er in Hamburg sofort in Angriff nahm. Die Arbeit stockte, als er eine Apotheke in Hamburg übernehmen sollte. Dazu war eine dritte staatliche Prüfung erforderlich. Sonder kaufte die Apotheke, die er bis wenige Jahre vor seinem Tod führte. Seine Mußestunden widmete Sonder der Botanik und seinen Publikationen. Durch seine Arbeiten auf dem Gebiet der systematischen Botanik errang er sich schnell eine wissenschaftliche Bedeutung im deutschen Sprachraum. Die philosophische Fakultät der Universität Königsberg verlieh ihm im Mai 1846 die Würde eines Ehrendoktors. Im Hamburger Staatswesen als Director der pharmaceutischen Lehranstalt und mit dem Titel eines Medicinalraths als Mitglied des Medicinalcollegiums von großem Ansehen und Einfluss, scharte er auch durch seine persönliche Liebenswürdigkeit einen großen Kreis von Freunden um sich. Er starb, ohne längere Krankheit, infolge eines akuten Herzleidens.

## Wissenschaftliche Arbeiten
Mit der floristischen Erforschung Hamburgs und seiner Umgebung begann Sonder schon während seiner Lehrzeit. Nach 20 Jahren gründlicher Arbeit veröffentlichte er 1851 die „Flora Hamburgensis“. Er behandelt sowohl die bei Hamburg wildwachsenden, als auch die häufiger kultivierten Pflanzen. Dabei erfasste er 1106 Arten aus 444 Gattungen.
Neben den Vorbereitungen für die Hamburger Flora beschäftigten Sonder Untersuchungen über einzelne Pflanzen und Pflanzengruppen, deren Resultate er in Fachzeitschriften niederlegte. So erschien in der Botanischen Zeitung 1844 eine Beschreibung von „Cuscuta hassiaca Pfeiffer“, 1845 eine Bearbeitung der von Preiss in Neuholland (Australien) gesammelten neuen Algenformen, ferner im 19. Bande der Linnaea eine Aufzählung der Orchideen aus dem reichen Pflanzenmaterial, das in den dreißiger Jahren Christian Friedrich Ecklon und Carl Ludwig Philipp Zeyher in Südafrika gesammelt hatten und 1846 als Abdruck aus dem ersten Bande der Abhandlungen des naturwissenschaftlichen Vereins in Hamburg eine „Revision der Heliophileen“ (siehe Asteraceae).
Sonder wandte sich zunehmend der Bearbeitung exotischer Pflanzengruppen zu, denn als eifrigem und bekanntem Sammler, sandten ihm viele Botaniker von Expeditionen Material zu. Hierher gehören die Bearbeitung einer Reihe von Familien der „Plantae Regnellianae“, veröffentlicht in der Linnaea vom Jahre 1849, dazu „Beiträge zur Flora von Südafrika“, die in der Linnaea 1850 erschienen. 1852 publizierte Sonder die Algen und Flechten der „Plantae Wagnerianae Columbicae“ und schließlich 1857 einen Aufsatz in der „Flora“ über die Santalaceae aus der Ecklon-Zeyher’schen Sammlung.
Die Gründlichkeit dieser Arbeiten veranlasste den Dubliner Professor William Henry Harvey, Sonder zur Mitarbeiterschaft an der beabsichtigten Herausgabe einer „Flora capensis“ zu bewegen, für die der englische Autor bereits 1838 eine Aufzählung der am Kap der guten Hoffnung vorkommenden Pflanzengattungen erarbeitet hatte. Von dem umfangreich angelegten Werk, dessen Schwierigkeit in der Bewältigung sehr zahlreicher Pflanzenformen aus einem der pflanzenreichsten Gebiete der Erde bestand, sind von den beabsichtigten fünf Bänden nur drei („Flora capensis, being a systematic of the Cape Colony, Cafraria and Port Natal“) erschienen, da Harvey während der Herausgabe 1866 starb. Der erste Band, 1859–1860, enthält die Ranunculaceae bis Connaraceae, der zweite 1861–1862, die Leguminosae (Hülsenfrüchtler) bis Loranthaceae und der dritte, 1864–1865, die Rubiaceae bis Campanulaceae.
Sonder half seinem Freund aus Kieler Tagen, Baron Ferdinand von Mueller, bei der Herausgabe der „Plantae Muellerianae“, für die er die Epacrideen und Algen bearbeitete (Linnaea 1853 u. 1856). Algen traten zunehmend in den Vordergrund der Sonderschen Arbeiten. Er schrieb „Die Algen des tropischen Australiens“, die als Sonderabdruck aus den Berichten des Hamburger naturwissenschaftlichen Vereins 1871 in Quartformat unter Beigabe von sechs Tafeln im Druck erschienen. Die große Zahl der hier beschriebenen neuen Arten zeugt von der genauen Bekanntschaft des Verfassers mit dieser Pflanzengruppe, und sowohl dieser Umstand als auch die Reichhaltigkeit des Sonderschen Herbariums an niederen Gewächsen veranlasste, dass, wo immer es sich um Bestimmung außereuropäischer Algenformen handelte, Sonder stets der gesuchte Mittelpunkt wurde. Demzufolge bearbeitete er auch die Reiseergebnisse des unglücklichen Karl Klaus von der Decken, deren Publikation 1879 erfolgte.

## Herbarium
Otto Wilhelm Sonder trug als Apotheker und begeisterter Botaniker bis zu seinem Tod ein privates Herbarium zusammen, das über 300.000 Belege umfasste. Es bildete durch Ankauf im Jahr 1883 den Grundstock für die nicht-australischen Belege des Nationalherbariums von Victoria, Australien, in Melbourne.
Sonder plante bereits zu Lebzeiten, das Herbarium, das er selbst nicht mehr verwalten konnte, an seinen Freund Ferdinand von Müller zu verkaufen. Nachdem dieser 1870 drei Kisten Herbarbelege als Geschenk erhalten hatte, brauchte Müller jedoch 24 Jahre, um die Regierung von Victoria von der Notwendigkeit der Anschaffung des gesamten Herbariums zu überzeugen. Inzwischen waren etliche südafrikanische Belege an das Herbarium des Schwedischen Museums für Naturkunde und australische Belege an den französischen Botaniker Jean Michel Gandoger verkauft worden. Indes war die nach Melbourne gehende Sammlung mit etwa 300.000 Belegen noch so umfangreich, dass ein neuer Anbau für das Botanische Museum in Melbourne errichtet werden musste. Die bis heute nicht fertig montierte Sammlung umfasst alle Pflanzengruppen aus allen Erdteilen. Sie ist besonders reich an Pflanzenbelegen aus dem tropischen Südamerika, aus Südafrika und Indien, darunter Tausende Typusexemplare.

### Algen
Unter den Algenbelegen sind, außer den von Sonder selbst gesammelten, wichtige Belege von Carl Adolph Agardh und William Henry Harvey.

### Höhere Pflanzen
Von besonderem Interesse sind Pflanzen, die in Carl Friedrich Philipp von Martius’ Flora brasiliensis beschrieben wurden, Myrtaceae, die Otto Karl Berg bearbeitete und die von Carl Friedrich Philipp von Martius, J. W. K. Moritz, A. F. Regnell, Friedrich Sello, J. F. Widgren und Maximilian Alexander Philipp Prinz zu Wied-Neuwied gesammelt wurden. Teile des aus Hamburg stammenden Herbariums von J. G. C. Lehmann, darunter dessen Boraginaceae sind ebenso im Bestand wie Aufsammlungen von Christian Friedrich Ecklon, Wilhelm Gueinzius und Carl Ludwig Philipp Zeyher aus Südafrika. Unter den Belegen der Ericaceae sind Typusexemplare von Johann Christoph Wendland und Carl Peter Thunberg.

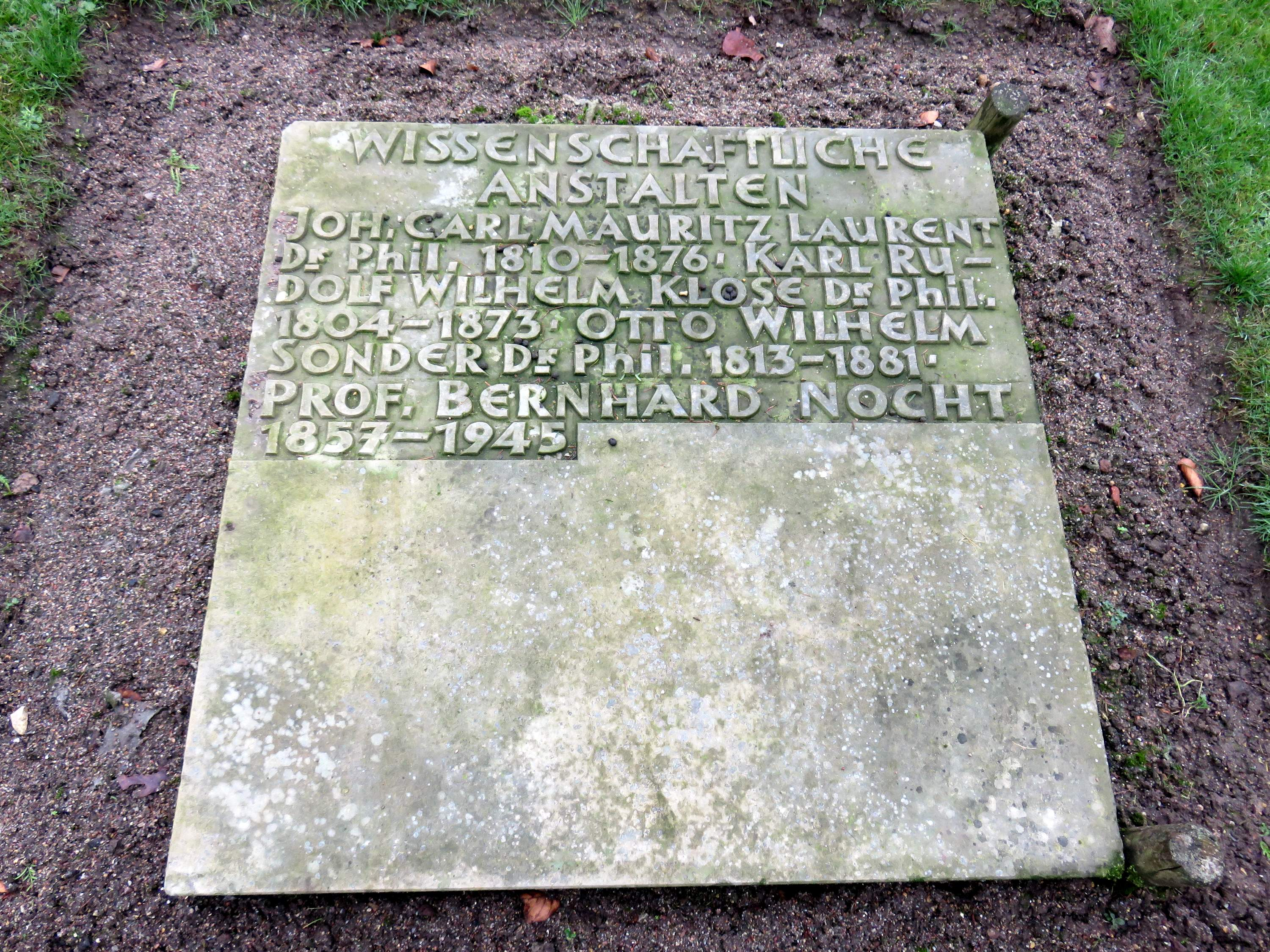
Grabmaltafel Althamburgischer Gedächtnisfriedhof Ohlsdorf

## Ehrungen
Im Jahr 1846 wurde Otto Wilhelm Sonder zum Mitglied der Leopoldina gewählt.
Außer dem Ehrendoktorat erhielt Sonder die Ehrung, dass Bolus die Gattung Ottosonderia aus der Familie Mittagsblumengewächse (Aizoaceae) nach ihm benannte. Auch die Pflanzengattungen Sondera Lehm. aus der Familie der Sonnentaugewächse (Droseraceae), Sonderina H.Wolff aus der Familie der Doldenblütler (Apiaceae), Sonderothamnus R.Dahlgren aus der Familie der Penaeaceae, Sondottia P.S.Short aus der Familie der Korbblütler (Asteraceae) und die Algengattungen Sonderopelta Womersley & Sinkora und Sonderophycus Denizot sind nach ihm benannt.
In Hamburg befindet sich im Bereich des Ohlsdorfer Althamburgischen Gedächtnisfriedhofs ein Sammelgrabmal (“Wissenschaftliche Anstalten”) zu Ehren von Otto Wilhelm Sonder und anderen.

## Schriften
- Beiträge zur Flora von Südafrica. In: Linnaea. Bd. 23, Nr. 1, 1850, ISSN 0178-5397, S. 1–138, (Digitalisat)
- Flora Hamburgensis. Beschreibung der phanerogamischen Gewächse, welche in der Umgegend von Hamburg wild wachsen und häufig cultivirt werden. Robert Kittler, Hamburg 1851.
- Die Algen des tropischen Australiens. In: Abhandlungen aus dem Gebiete der Naturwissenschaften. Bd. 5, Abth. 2, 1871, S. 33–74, (Digitalisat).
- William Henry Harvey, Otto Wilhelm Sonder, William T. Thiselton-Dyer: Flora capensis. Being a systematic description of the plants of the Cape colony, Caffraria, & Port Natal (and neighbouring territories). Band 1–7, 1894 ff. L. Reeve, Kent etc.